# Sauaru
Sauaru – wieś w Estonii, w prowincji Sarema, w gminie Pihtla.